# 劉朗 (南朝)
南豐哀王劉朗（5世紀—453年），字元明，彭城郡彭城縣人，南朝宋武帝之孫，江夏文獻王劉義恭長子，營陽王劉義符繼子。

## 生平
南朝宋元嘉九年（432年），封江夏王劉義恭長子劉朗為南豐縣王，食邑千戶，以出繼少帝劉義符，以營陽王妃司馬茂英為南豐王太妃。
元嘉二十六年（449年），劉朗出京任湘州刺史。元嘉二十九年（452年），湘州併入荊州，劉朗遂還京任侍中，領射聲校尉。
元嘉三十年（453年），劉朗為劉劭所殺。宋孝武帝即位後，追贈劉朗前將軍、江州刺史，謚哀王。

## 繼子
- 劉歆
- 劉銑
- 劉頒